# Oulad Souleymane
Les Oulad Souleymane (variante Ouled Slimane, Awlad Sleiman...), également appelés wassili (variante washili), sont une tribu  africaine d'origine arabe du Fezzan, en Libye, présente également au Tchad et au Niger.

## Histoire

### Période pré-coloniale
Dans la seconde moitié du XVIIIe siècle, les Oulad Souleymane nomadisaient entre le golfe de Syrte en hiver et les oasis du Fezzan en été. Chacune des trois fractions de la tribu a sa palmeraie : les Jebayr exploitent Semrou, les Hewat Tamenhant, les Myasay et Sheredat l'oasis de Sebha.
Les Hewat chassent les Jebayr de Semrou, qui vont se réfugier au nord, dans les monts Tarhounah, sous la direction de leur chef Saïf al-Nasser, avant d'être une nouvelle fois chassés par une tribu locale. Ils ripostent toutefois avec succès et Saïf al-Nasser établit finalement son autorité sur toute la tribu. Il se révolte contre la Régence de Tripoli en 1781, mais le pacha Yousouf Karamanli mène plusieurs campagnes contre les Oulad Souleymane entre 1805 et 1816, qui aboutissent à la mort de Saïf al-Nasser vers 1812 et à la déroute de sa tribu, qui disparaît ainsi pendant vingt ans de la scène politique.
Toutefois, le pacha Yousouf Karamanli avait recueilli auprès de lui à Tripoli des petits-fils de Saïf, notamment Abdel Jalil. Les hasards des rezzous esclavagistes que ce chef militaire talentueux mène pour le pacha Yousouf Karamanli lui font découvrir les richesses du Borkou et du Kanem. Nommé chef du district à Sebha, il se retourne contre Tripoli puis le nouveau joug des Turcs qui ont fait de la Libye une simple province de l'empire ottoman en 1830. En 1842, les Oulad Souleymane sont défaits à al-Baghla et Abdel Jalil Saïf al-Nasser, « sultan du Fezzan », est tué. Son fils, Mohamed, conduit les siens au Borkou puis au Kanem.
Ainsi, des éléments de cette tribu ont quitté le Fezzan au XIXe siècle pour s'installer au Niger, dans la région du lac Tchad, notamment vers Tasker et N'Gourti, alors sous influence française. Ils se seraient ainsi installés à Manga vers 1848. Ils vainquent les tribus les unes après les autres entre le Tchad et le Borkou, et s'attaquent violemment à la tribu touarègue des Kel Owi, qui finit toutefois par les mettre en pièce. Une partie de la tribu reste toutefois dans la région.
histoire des Awlad Sulayman, un groupe arabe de la Libye actuelle qui a dominé le nord du lac Tchad au XIXe siècle. Depuis le Moyen Âge, les populations de cette région partagent des liens politiques, économiques et sociaux étroits entretenus par la mobilité propre au mode de vie nomade. Ces relations, fluides en raison des difficultés de survivre dans cet environnement difficile, ont toujours été structurées à leur tour, par le conflit et la coopération, qui ont toutes deux produit des alliances en mutation rapide. Au milieu du XVIIIe siècle, les Awlad Sulayman se sont taillé une vaste zone d'influence à Syrte et au Fezzan par la force des armes et par leurs alliances avec les peuples voisins et l'administration libyenne. Vaincus par l'administration ottomane à Tripoli à la fin des années 1830, les survivants de l'Awlad Sulayman se réfugièrent dans le bassin du lac Tchad où ils reconstituèrent les conditions de leur succès en Libye; ils contrôlaient le commerce transsaharien et maintenaient leurs liens avec la société libyenne. Malgré les limites imposées à leur action par la colonisation française du Tchad et la colonisation italienne de la Libye; l'Awlad Sulayman a conservé son influence régionale à l'époque coloniale et semble la maintenir aujourd'hui. Au cours de la Seconde Guerre mondiale, la Libye était l'un des principaux champs de bataille de l'Afrique du Nord. Pendant la guerre, le territoire était sous un gouvernement militaire anglo-français jusqu'à ce qu'il soit envahi par les puissances de l'Axe, qui, à leur tour, furent vaincues par les Alliés en 1943.
Aujourd'hui, les Awlad Suleiman résident dans les régions de Syrte et du Fezzan et se composent de :
- Shredat ;
- Myaisa ;
- Elhiwat ;
- Jibair.

De plus, des familles des Awlad Suleiman résident au Kanem au Tchad, au Niger, en Égypte et en Tunisie
De nombreuses tribus réparties dans toute la Libye, la Tunisie et l'Égypte appartiennent aux Awlad de Suleiman, comme zawaid à Khums en Libye et Kharga en Tunisie en se diversifiant.

### Colonisation italienne
De 1926 à 1930, les Oulad Souleymane et leurs alliés menèrent une guérilla remarquable contre les Italiens dans le Fezzan.

### Seconde Guerre mondiale
La division Leclerc compte de nombreux Oulad Souleymane dans ses rangs, ce qui renforce la réputation de cette tribu d'être proche de la France. Après l'arrivée des militaires à Sebha le 12 janvier 1942, la zone restera sous le contrôle français jusqu'en 1956.

### Guerre civile
En Libye, les Oulad Souleymane ont profité de la guerre civile en 2011 pour prendre le contrôle de la ville et des routes des trafics, aux dépens de leurs rivaux, les Touaregs et les Toubous. En conséquence, un conflit éclate en 2012 et en 2014 avec les Toubous. Les Ouled Souleymane sont alliés aux Touaregs tandis que les Toubous le sont avec les Qadhadhfa, la tribu berbère d'origine du Guide libyen Mouammar Kadhafi, ennemie jurée des Oulad Souleymane.
La milice des Oulad Souleymane, dirigée par Ahmad al-Utaybi, prend par la suite le nom de 6e brigade.
En 2014, les Touaregs et les Ouled Souleymane soutiennent le gouvernement mis en place par Fajr Libya, coalition de brigades qui se présentent comme révolutionnaires, à Tripoli.
En mai 2016, la 6e brigade est engagée dans la bataille de Syrte aux côtés des milices al-Bunyan al-Marsous.
En avril 2017, des pourparlers de paix sont organisés par l'Italie entre les tribus toubou, touareg et Oulad Souleymane.
Au début de l'année 2018, refusant de se soumettre et d'être incorporée à l'Armée nationale libyenne du maréchal Haftar, la 6e brigade est violemment attaquée par des mercenaires tchadiens et soudanais au service de ce dernier. La 6e brigade doit se replier dans la forteresse datant de la colonisation italienne. Le maréchal Haftar, qui n'a pas de forces suffisantes dans le Sud pour s'imposer sans s'appuyer sur des milices locales, parvient toutefois à abandonner le Gouvernement d'entente nationale (GEN) et de se rallier à lui. Ce changement de camp des Oulad Souleymane est un tournant dans la région depuis le début de la guerre.
Par la suite, la brigade la plus importante, la brigade 106, commandée par un Oulad Souleymane, Massoud Jedi al-Slimani, soutient Haftar.

## Personnalités
- Mohamed Bazoum[9], plusieurs fois ministre au Niger, ministre de l'Intérieur en 2017 et président en fonction de la république du Niger, mais contesté par le Coup d'État de 2023 au Niger.
- Ahmad al-Utaybi, fondateur de la 6e Brigade à Sebha
- Mansour Saïf al-Nasser, représentant du Conseil national de transition (CNT) à Paris en 2011